# Batalla de Lalakaon
La batalla de Lalakaon (en griego: Μάχη Λαλακάοντος) o batalla de Po(r)son (en griego: Μάχη τοῦ Πό(ρ)σωνος) se libró en el año 863 entre el Imperio bizantino y un ejército invasor árabe en Paflagonia (norte de la moderna Turquía). Mandó el ejército bizantino el doméstico de las escolas Petronas, tío del emperador Miguel III (que reinó entre el 842 y el 867), aunque las fuentes árabes también mencionan la presencia del propio emperador Miguel, mientras que los árabes fueron conducidos por el emir de Melitene (Malatya), Umar al-Aqta (que reinó desde la década del 830 hasta 863).
Umar al-Aqta fue capaz de vencer la resistencia inicial bizantina a la invasión y alcanzar las orillas del mar Negro. Los bizantinos, sin embargo, reunieron sus fuerzas y rodearon al ejército árabe en el río Lalakaon. La batalla que siguió terminó con la completa victoria de los bizantinos y con la muerte del emir en el campo de batalla; a continuación los vencedores emprendieron una exitosa contraofensiva en territorio enemigo. Las victorias bizantinas fueron decisivas: eliminaron las principales amenazas a sus fronteras y marcaron el comienzo de una época de apogeo bizantino en el Oriente, que culminó con las grandes conquistas del siglo x.
El triunfo bizantino tuvo otra consecuencia: la ausencia de la presión constante de los árabes permitió al Gobierno imperial centrarse en las cuestiones de Europa, y particularmente, en la vecina Bulgaria. Los búlgaros se vieron obligados a aceptar la forma bizantina del cristianismo, lo que garantizó que esta nación pasase a pertenecer al ámbito de la cultura bizantina.

## Antecedentes: la guerras fronterizas árabo–bizantinas
Tras las raudas conquistas musulmanas del siglo vii, el Imperio bizantino quedó circunscrito a Asia Menor, las costas meridionales de los Balcanes y parte de Italia. Como Bizancio era el principal enemigo infiel del califato, se sucedieron las incursiones árabes contra él a lo largo de los siglos viii y ix. Con el tiempo, estas expediciones, lanzadas desde bases ubicadas en la zona árabe de la frontera casi cada año, adquirieron un carácter ritual y pasaron a formar parte de la yihad musulmana (guerra santa).
Durante esos siglos, los bizantinos permanecieron fundamentalmente a la defensiva, y sufrieron algunas derrotas catastróficas como el saqueo de Amorio, localidad de origen de la dinastía bizantina reinante, en 838. No obstante, con la decadencia del Califato abasí del 842 en adelante y el surgimiento de emiratos semiindependientes a lo largo de la frontera oriental bizantina, el imperio pudo recuperar paulatinamente parte del poder del que había gozado antes en la región.
En la década del 850, las principales amenazas al imperio en la región eran el emirato de Melitene gobernado por Umar al-Aqta, el emirato de Tarso donde reinaba Ali ibn Yahya (Ali el Armenio), el emirato de Qaliqala (Teodosiópolis, la moderna Erzurum) y los paulicianos de Tefrike, acaudillados por Carbeas. Melitene, en particular, suponía una grave amenaza por su ubicación en las laderas occidentales de la cordillera del Antitauro, que le permitían a sus huestes penetrar sin obstáculos en la meseta anatolia. Un ejemplo del peligro de estos estados fueron sus correrías del 860 en territorio imperial, un año de continuos reveses militares para los bizantinos. Ese año Umar y Carbeas se unieron para lanzar una incursión que penetró profundamente en las provincias imperiales de Asia Menor y en la que obtuvieron gran botín; a esta campaña le siguió poco después otra ofensiva de las fuerzas de Tarso mandadas por Ali, al tiempo que un ataque naval sirio dañó la importante base naval bizantina de Adalia.

## Invasión árabe de 863

Mapa de la Asia Menor bizantina y de la zona fronteriza con los árabes a mediados del siglo ix

En el verano de 863, Umar atacó nuevamente, uniendo fuerzas con el general abasí Ja'far ibn Dinar al-Jayyat (probablemente gobernador de Tarso) para emprender una ofensiva exitosa en Capadocia. Los árabes cruzaron las Puertas Cilicias y penetraron en territorio bizantino, saqueando mientras avanzaban, hasta que llegaron a las cercanías de Tyana. Allí, el ejército de Tarso decidió comenzar la retirada, pero Umar obtuvo la aquiescencia de Ja'far para continuar avanzando por Asia Menor. Umar mandaba el grueso de las fuerzas de su emirato, pero se desconoce cuántos soldados le acompañaban: el historiador musulmán contemporáneo Ya'qubi indica que Umar contaba con ocho mil, mientras que los historiadores bizantinos Genesio y Teófanes Continuatus afirman que el tamaño del ejército era mucho mayor e incluía a unos cuarenta mil hombres. John Haldon considera que la primera cifra es la más exacta de las dos, y estima la fuerza árabe total en unos quince o veinte mil soldados. Es probable que también acompañase a esta un contingente pauliciano encabezado por Carbeas.
En el bando bizantino, el emperador Miguel III había reunido su ejército para desbaratar la incursión árabe, y se enfrentó a los invasores en una batalla que se libró en un lugar conocido como Marj al-Usquf («la pradera del Obispo») en las fuentes árabes, un paraje montañoso cerca de Malakopea, al norte de Nacianzo. La batalla fue sangrienta y hubo muchas bajas en ambos bandos; según el historiador persa al-Tabari, solo mil de los soldados de Umar sobrevivieron al choque. A pesar de esto, los árabes lograron zafarse y continuaron su marcha hacia el norte; llegaron al thema Armeniaco, alcanzaron más tarde la costa del mar Negro y saquearon el puerto de Amisos. Los historiadores bizantinos cuentan que Umar, enfurecido porque el mar le impedía continuar avanzando, ordenó que se lo azotase, aunque es probablemente que este hecho se inspire en otro similar sobre Jerjes acontecido durante las guerras persas.

## La batalla
Apenas Miguel tuvo noticia de la caída de Amisos, ordenó que se formase una enorme hueste (al-Tabari indica que contaba con cincuenta mil soldados) de la que entregó el mando a su tío Petronas, el doméstico de las Escolas, y a Nasar, el stratēgos del thema de los Bucelarios. Al-Tabari afirma que fue el propio emperador el que asumió el mando de este ejército, pero las fuentes bizantinas lo contradicen. Sin embargo, dado el sesgo contrario a Miguel de los historiadores que escribían durante el periodo de la dinastía macedonia, esto podría ser una omisión deliberada . Las fuerzas reunidas provenían de todo el Imperio. Los bizantinos formaron tres columnas que debían marchar contra los árabes: la del norte, compuesta de las fuerzas de los temas del mar Negro (el de Armeníacos, Bucelarios, Colonea y Paflagonia); la del sur —probablemente el ejército que había combatido en la pradera del Obispo y que luego había seguido al ejército árabe en su avance—, formada por tropas de los temas de Anatolios, Opsicianos y Capadocia, así como por las de los kleisourai (distritos fronterizos) de Seleucia y Carsiano; y la columna occidental, mandada por Petronas, conformada por los hombres de los temas macedonio, tracio y tracesio y por los tagmata de la capital.
La coordinación de todas estas fuerzas no fue fácil, pero los ejércitos bizantinos lograron reunirse el mismo día (el 2 de septiembre) y rodear a las huestes de Umar, menos numerosas, en un lugar llamado Poson (Πόσων) o Porson (Πόρσων), cerca del río Lalakaon. Se desconoce la ubicación exacta del río y del lugar donde se libró la batalla, pero la mayoría de los expertos concuerdan en que deben de hallarse cerca del río Halys, a unos ciento treinta kilómetros al sureste de Amisos. La aproximación de los ejércitos bizantinos hizo que la única ruta que el emir podía tomar para huir del cerco fuese una que quedaba dominada por un cerro. Durante la noche, tanto árabes como bizantinos trataron de apoderarse de él; lo lograron estos últimos después de diversos combates. Al día siguiente, el 3 de septiembre, Umar decidió concentrar sus fuerzas en el sector oeste del cerco, donde se encontraba Petronas, e intentar zafarse por allí. Sin embargo, los bizantinos que ocupaban esta posición repelieron el asalto y permitieron a las otras dos columnas acosar al ejército árabe en la retaguardia y en los flancos, que se hallaban desprotegidos. Los árabes resultaron completamente derrotados: la mayor parte del ejército y el propio Umar perecieron en el combate. Es probable que el caudillo pauliciano Carbeas también feneciese en la lucha: aunque su participación en la batalla es incierta, las crónicas indican que murió ese mismo año.
Solamente el hijo del emir, al frente de una pequeña fuerza, consiguió huir y dirigirse hacia el sur, en dirección a la región fronteriza de Carsiano. Le persiguió Machairas, el kleisourarchēs de Carsiano, que lo venció y capturó junto con muchos de sus hombres.

## Consecuencias

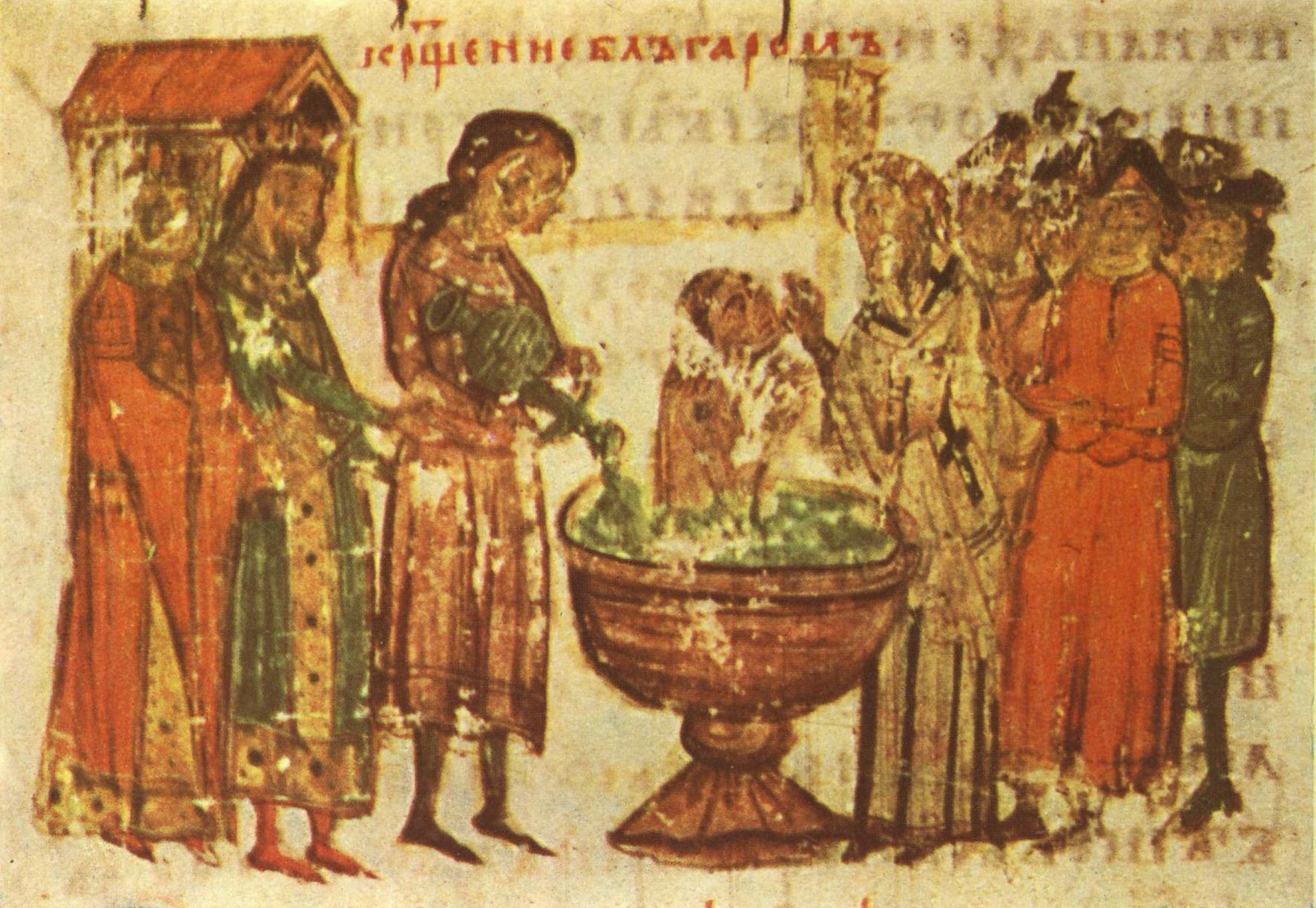
La victoria en la batalla de Lalakaon y las operaciones militares posteriores le permitieron al Imperio concentrar sus fuerzas contra Bulgaria, lo que concluyó con la cristianización de esta. La imagen, de la Crónica de Manasses, muestra el bautismo de unos búlgaros.

Los bizantinos aprovecharon la victoria y enviaron un ejército a invadir Armenia, por entonces en poder de los árabes. En octubre o noviembre, vencieron y mataron al emir Ali ibn Yahya. Así, en la misma campaña, lograron eliminar a los tres adversarios más peligrosos de la frontera oriental. Estos triunfos militares resultaron trascendentales: la batalla acabó definitivamente con el poderío del emirato de Melitene. La victoria bizantina en Lalakaon alteró la situación estratégica en la región y marcó el principio de un siglo de ofensivas bizantinas en Oriente.
La importancia de estas victorias no pasó inadvertida en la época: los bizantinos las celebraron como la revancha por el saqueo de Amorio sufrido veinticinco años antes, los generales victoriosos obtuvieron los honores del triunfo en Constantinopla y hubo celebraciones y misas en la capital. A Petronas le otorgaron el prestigioso título cortesano de magistros, y la kleisoura de Carsiano se convirtió en thema. En el lado musulmán, al-Tabari cuenta que la noticia de la muerte de Umar y Ali—«paladines del islam, hombres de valor probado, muy elogiados en los distritos fronterizos donde servían»— produjo hondo pesar en Bagdad y otras ciudades, donde se produjeron disturbios y saqueos. Como señala Tabari, aunque aumentaron los voluntarios y los donativos para la guerra santa en la frontera, «las autoridades califales [no estaban] dispuestas a enviar un ejército contra los bizantinos en aquellos momentos» debido a la inestabilidad interna del califato.
La desaparición de la amenaza oriental y el aumento de la confianza bizantina también mejoró la situación política en la frontera occidental, zona en la que el gobernante búlgaro Boris (852-889) había estado negociando con el papa y Luis el alemán (817-876) su conversión y la de su pueblo al cristianismo. Esta expansión de la influencia eclesiástica romana hasta las cercanías de Constantinopla era algo que el Gobierno bizantino no estaba dispuesto a tolerar. En el 864, los victoriosos ejércitos orientales pasaron a Europa e invadieron Bulgaria; esta prueba del poderío bizantino convenció a Boris de la conveniencia de aceptar a los misioneros bizantinos en vez de a los católicos occidentales. Boris fue bautizado y tomó el nombre de Miguel en honor al emperador bizantino, hito que marcó el comienzo de la cristianización de Bulgaria y el de la inclusión de la nación búlgara en la cultura ortodoxa oriental, de influencia bizantina.

## Influencia en poesía heroica
Según el estudioso francés Henri Grégoire, especializado en Bizancio, la victoria bizantina sobre los árabes que culminó en la batalla de Lalakaon inspiró uno de los poemas acriticos (heroicos) más antiguos que se conservan: la Canción de Armouris. Grégoire afirma que el protagonista que da nombre a la obra, el joven guerrero bizantino Armouris, se inspira en realidad en la figura del mismísimo emperador Miguel III. Una batalla del ciclo heroico bizantino de Digenis Akritas recuerda también intensamente a los acontecimientos de Lalakaon; en ella el héroe de la obra rodea un ejército árabe cerca de Malakopea. La batalla influyó también en varios episodios de las literaturas épicas árabe y luego turca, como las de Battal Ghazi, y uno de los capítulos de Las mil y una noches.